# Timurlenk
Timur (perzijsko تیمور, latinizirano: Timūr, čagatajsko Temür, uzbeško Temur), zgodovinsko znan kot Tamerlan (perzijsko تيمور لنگ, latinizirano: Timūr(-e) Lang, dob. 'Železni Hromec, Železni Šepavec'), znan tudi kot  Temur, Tajmur, Timurlenk, Timur i Leng, Tamburlajn ali Tajmur-e-Lang, je bil turško-mongolski osvajalec in ustanovitelj Timuridskega cesarstva  v Perziji in Srednji Aziji. Bil je prvi vladar iz Timuridske dinastije, * 9. april 1336, Keš, zdaj Šahrisabz, Uzbekistan, † 18. februar 1405, Čimkent, zdaj Kazahstan.
Ime Timur v staroturškem jeziku pomeni železo (uzbeško Temir, turško Demir). Imeni Timur in Demir sta v Turčiji še vedno zelo priljubljeni.
Rojen je bil v nomadski Barlaški konfederaciji v Transoksaniji in leta 1370 zavladal zahodnemu Čagatajskemu kanatu. Iz kanata se je odpravljal na vojne pohode proti zahodu, jugu, Srednji Aziji, Kavkazu in južni Rusiji in po porazu mamelukov iz Egipta in Sirije, Osmanskega cesarstva in propadajočega Delhijskega sultanata  postal najmočnejši vladar muslimanskega sveta. Na osvojenih ozemljih je ustanovil Timuridski cesarstvo, ki je kmalu po njegovi smrti razpadlo.
Timurja se šteje za zadnjega velikega nomadskega osvajalca evrazijskih step, njegovo cesarstvo pa za osnovo za vzpon bolj strukturiranih in trajnih cesarstev v 16. in 17. stoletju: Osmanskega, Safavidskega in Mogulskega. Britanski zgodovinar John Joseph Saunders trdi, da je bil iraniziran in ne stepski nomad.
Timur je razmišljal o obnovi Džingiskanovega Mongolskega imperija. V svojih uradnih dopisih se je celo življenje  prikazoval kot restavrator pravic Džingisidov. Svoje vojne pohode proti Perzijcem, Mamelukom in Osmanskem cesarstvu je prikazoval kot restavracijo mongolske oblasti na ozemljih, ki so si jih prilastili različni uzurpatorji.
Za legitimiranje svojih  osvojitev se je skliceval na islamske simbole in jezik. Samega sebe je imenoval Meč islama in podpiral šolske in verske ustanove. V islam je spreobrnil skoraj vse bordžiginske voditelje. Timur, ki ni bil Džingisid, je poskušal zgraditi dvojno legitimnost kot zaščitnik in restavrator Mongolskega cesarstva. Timur je pri Smirni prepričljivo porazil tudi viteze hospitalce in se začel po zmagi naslavljati z gazi – zmagovalec. Do konca svoje vladavine je dobil popolno oblast nad vsemi ostanki Čagatajskega kanata, Ilkanata in Zlate horde in celo poskušal obnoviti dinastijo Juan na Kitajskem.
Timurjeve vojske so bile multietnične in so sejale strah po vsej Aziji, Afriki in Evropi. Znanstveniki ocenjujejo, da so njegove vojaške operacije povzročile smrt 17 milijonov ljudi, kar je znašalo približno 5% svetovnega prebivalstva.
Bil je stari oče slavnega timuridskega sultana, astronoma in matematika Ulug Bega, ki je vladal v Osrednji Aziji v letih 1411–1449, in prapraded ustanovitelja Mogulskega imperija Baburja, ki je vladal od leta 1526 do 1557. Bil je slaven pokrovitelj umetnosti in arhitekture in je imel stike z muslimanskimi intelektualci, med njimi z Ibn Haldunom in Hafizijem Abrujem.

## Mladost
Rojen je bil v Kešu pri sedanjem Šahrisabzu v Uzbekistanu, kakšnih 80 km južno od Samarkanda, ki je takrat spadal v Čagatajski kanat. Oče Tarakaj  je bil plemič iz poturčene mongolske nomadske konfederacije Barlas.
Timur se je imel za Džingiskanovega dediča, čeprav ni bil Bordžigid ali Džingiskanov potomec, in se je celo življenje skliceval na zapuščino Džingiskanovih osvajanj.
Kasnejše zgodovine Timuridske dinastije trdijo, da je bil rojen 8. aprila 1336, večina virov iz njegovega obdobja pa trdi, da je bil rojen v poznih 1320. letih. Zgodovinarka Beatrice Forbes Manz domneva, da je bilo leto 1336 izbrano zaradi nasledstva Abu Said Bahadur Kana, zadnjega vladarja Ilkanata, ki je tisto leto  umrl.
Ko je imel devet let, so njega, mater  in brate ujeli mongolski napadalci in jih odpeljali v Samarkand. V mladosti je z majhno skupino pajdašev ropal popotnike in jim jemal  predvsem drobnico, konje in živino. Okrog leta 1363 naj bi ga med poskusom kraje ovce v desno nogo in desno roko  zadeli dve puščici. Izgubil je dva prsta in postal trajni invalid. Nekateri so prepričani, da je postal invalid času, ko se je kot najemnik v službi sistanskega kana vojskoval v Horasanu v  sedanjem Afganistanu. Zaradi invalidnosti je dobil vzdevek Hromec.
Timur je bil musliman.  Pripadal je  nakšbandski sufistični šoli, ki je bila v Transoksaniji zelo vplivna. Njegov glavni uradni verski svetovalec je bil kljub temu hanefitski pravni učenjak Abdul Džabar Hvarazmi. 

## Osebnost
Timur je bil zelo inteligenten, vojaški genij in briljanten taktik, kateremu je v zelo spremenljivih političnih strukturah uspelo zmagovati in ohranjati zvestobo nomadov med celo vladavino v Srednji Aziji. V Samarkandu in na številnih pohodih se je naučil govoriti perzijsko, mongolsko in turško. Še pomembneje je, da je bil oportunist, ki je spretno izkoriščal prednosti svoje turško-mongolske dediščine. Svoje vojaške in notranjepolitične cilje je pogosto dosegal ali preko islamske vere ali preko dediščine Mongolskega imperija.

## Vojaški poveljnik
Okoli leta 1360 je zaslovel kot sposoben vojaški poveljnik, katerega vojsko so tvorili večinoma pripadniki turških  plemen  iz regije. V vojski čagatajskega kana se je udeležil vojnih pohodov v Transoksaniji. Zaradi družinskih zvez se je povezal tudi s Kurganom, ki je uničil Volško Bolgarijo, in na čelu tisoč konjenikov napadel Horasan. Pohod na Horasan je bil drugi pohod, kateremu je poveljeval. Vojaški uspehi so ga spodbudili k novemu pohodu, na katerem je osvojil Horezm in  Stari Urgenč.
Po Kurganovem umoru so se  med številnimi kandidati začeli spori za oblast. V spore se je vmešal Togluk Timur Kašgarski, Džingiskanov potomec in kan Vzhodnega čagatajskega kanata. Timurja so poslali k Togluku kot pogajalca, on pa je namesto tega prestopil na Togrukovo stran in bil zato nagrajen s Transoksanijo.  Približno takrat mu je umrl oče, po katerem je postal tudi poglavar Berlasa. Togluk je kasneje poskušal v Transoksaniji ustoličiti svojega sina Iljas Hodžo, vendar je Timur njegov napad odbil.

## Vzpon na oblast
Timur je v tem času omejil oblast čagatajskih kanov na položaj figur in sam vladal v njihovem imenu. Odnosi med Timurjem in njegovim svakom  Huseinom,  ki je sprva sodeloval v  Timurjevih podvigih, so se začeli krhati.  Postala sta rivala in nasprotnika, zlasti potem, ko  Husein ni izvršil Timurjevega  ukaza, naj  odstrani nekdanjega mavaranškega  guvernerja  in Tišnetovega zaveznika  Iljasa Hodžo.
Z razdajanjem svojega premoženja je začel v Balhu pridobivati pristaše med trgovci, muslimansko duhovščino,  pripadniki svojega plemena, aristokracijo in kmetijskimi delavci. Njegovo obnašanje je bilo v popolnem nasprotju s Huseinovim, ki je ljudem plenil premoženje, jim zaradi neplačevanja visokih davkov rubil posesti in davkoplačevalski denar  sebično trošil za razkošne gradnje. Okrog leta 1370 se je Husein vdal Timurju in bil kasneje umorjen. Njegova smrt je Timurju omogočila, da tudi formalno postane suveren Balha.  Poročil se je s Huseinovo vdovo in Džingiskanovo potomko Saraj Mulk Hatun, s čimer je tudi formalno postal  vladar Čagatajskega kanata.

## Širjenje imperija
Timur je naslednjih 35 let preživel v vojnah in na vojnih pohodih. Ko je svojo oblast doma utrdil s podjarmljenjem nasprotnikov, je začel širiti oblast na ozemlja tujih mogotcev.  Na zahodu in severozahodu je prodrl skoraj do Kaspijskega jezera in obal  Urala in Volge. Na jugu in jugozahodu je  osvojil skoraj vse perzijske province, vključno z Bagdadom, Karbalo in severnim Irakom.
Eden od najmogočnejših Timurjevih nasprotnikov je bil še en mongolski vladar, Džingiskanov potomec Toktamiš. Toktamiš je potem, ko je nekaj časa kot begunec preživel na Timurjevem dvoru, postal vladar vzhodnih Kipčakov (Modra horda) in Zlate horde. Po prevzemu oblasti se je s Timurjem sprl za oblast v Horezmu in Azerbajdžanu. Timur ga je kljub temu podprl v vojni proti Rusom. Toktamiš je leta 1382 napadel moskovske posesti in požgal Moskvo.

## Osvajanje Perzije
Po smrti vladarja Ilkanata Abu Saida leta 1335 je nastala v Perziji praznina. Oblast so si razdelili Muzafaridi, Kartidi, Eretnidi, Čobanidi, Indžuidi, Džalajiridi  in Sarbadarji. Leta 1383 se je Timur odpravil na dolgo osvajanje Perzije, čeprav je po vdaji sarbadarskega emirja Hvaja Masuda že od leta 1381  vladal v večini perzijskega Horasana. Najprej je napadel Herat, prestolnico Kartidske dinastije. Ker se mesto ni predalo, ga je po osvojitvi porušil in pobil večino meščanov. Po osvojitvi je enega od generalov poslal proti upornemu Kandaharju. Herat je ostal v ruševinah, dokler ni Šahruh Mirza odredil njegove obnove. Kartidsko kraljestvo se je po padcu Herata vdalo in postalo Timurjev vazal, dokler ga ni Timurjev sin Miran Šah leta 1389 priključil k Timurjevemu imperiju.
Timur se je zatem obrnil proti zahodu, da bi preko Mazandarana osvojil gorovje Zagros. Med pohodom skozi severno Perzijo je osvojil Teheran, ki se je predal brez odpora in mu je zato prizanesel. Leta 1384 je oblegal Sultanijo. Ko se je leto kasneje uprl Horasan, je Timur uničil Isfizar in ujetnike žive zazidal v obzidje.  Naslednje leto je opustošil Sistan, v katerem so vladali Mihrabanidi, in porušil prestolnico Zarandž.  Iz Sistana se je vrnil v svojo prestolnico Samarkand in začel načrtovati pohod na Gruzijo in Zlato hordo. Leta 1386 je  po isti poti kot pred leti, ko je poskušal osvojiti Zagros, prešel skozi Mazandaran,  se obrnil proti severu in osvojil Tabriz, ki se ni preveč upiral, in nato še Merage in prebivalcem naložil visoke davke. Pobiral jih je Adil Aga, ki je bil hkrati guverner Sultanije. Adil Ago so kasneje zaradi domnevne  podkupljivosti usmrtili.
Od tod se je odpravil na sever proti Gruziji in Zlati hordi. Ko se je vrnil, je ugotovil, da so generali v njegovi odsotnosti dobro branili osvojeno ozemlje v Perziji. Timur je začel osvajati ostanek Perzije z velikima mestoma Isfahan in Širaz. Ko je prišel leta 1387 z vojsko v Isfahan, se je mesto takoj vdalo, vendar se je kmalu zatem zaradi visokih davkov uprlo. Meščani so pobili pobiralce davkov in nekaj Timurjevih vojakov, kar je sprožilo Timurjevo maščevanje. Ocenjuje se, da je bilo v pokolu ubitih 100.000-200.000 ljudi.  Priče dogajanj so naštele več kot 28 stolpov, sezidanih s približno po 1500 glav. Dejanje je bilo del sistematičnega nasilja proti mestom, ki je bilo integralni element Timurjeve strategije. Takšno postopanje je po njegovem mnenju preprečevalo prelivanje krvi, ker se mu ustrahovani ljudje niso upali upreti. Pokoli so bili selektivni in v njih niso pobijali umetnikov in izobražencev.  Takšno prakso je privzel tudi naslednji veliki perzijski osvajalec Naderšah Afšar.
Leta 1392 je Timur začel  pet let trajajoč pohod na zahod, na katerem je napadel Perzijski Kurdistan. Leta 1393 se je vdal Širaz in Muzafaridi so postali njegovi vazali. Po uporu in porazu njihovega princa Mansurja, se je ozemlje Muzafaridov priključilo k Timurjevemu. Kmalu zatem je Timurjeva vojska opustošila Gruzijo in Zlata horda je ni več mogla uporabiti za izhodišče za napad na severni Iran. Še isto leto je Timur po samo osem dni trajajočem pohodu iz Širaza avgusta  osvojil Bagdad. Sultan Ahmed Džalair je pobegnil v Sirijo. Mameluški sultan Barkuk ga je zaščitil in ubil Timurjeve odposlance. Timur je za guvernerja Bagdada imenoval sarbadarskega princa Hvaja Masuda. Ko se je Ahmed Džalair vrnil v Bagdad, je Hvaja Masud pobegnil. Ahmed ni bil priljubljen vladar, vendar je imel podporo vladarja Črnih Turkmenov Kara Jusufa in njegovega sina Kara Kojunluja. Leta 1399 je moral spet pobegniti, tokrat v Osmansko cesarstvo.

### Vojna s Toktamišem
Toktamiš, ki je po bitki pri Kulikovu leta 1380 s Timurlenkovo podporo prevzel oblast v celi Zlati hordi, se je naslednjih nekaj let ukvarjal  predvsem z notranjimi zadevami in gospodarskimi in vojaškimi reformami. Ko se je Zlata horda opomogla od posledic notranjih sporov, se je Toktamiš začel aktivno ukvarjati z zunanjo politiko in skušal obnoviti nekdanji vpliv Zlate horde. Na severu je opravil več uspešnih pohodov na rusko ozemlje in ga pokoril in se nato počutil dovolj močnega, da je leta 1385 napadel Azerbajdžan in sprožil vojno s Timurjem. V prvih štirih letih vojne ni nobena stran dosegla kakšnega velikega uspeha, potem pa se je Toktamiševa ogromna vojska postopoma razpršila in se s Kavkaza umaknila v Povolžje. 
Leta 1391 je Timur svojo vojsko 100.000 mož odpravil na pohod proti Moskvi. Vojska se je pomikala najprej več 1200 km proti severu in nato približno 1500 km proti zahodu in mimogrede požgala Rjazan. Zaradi novega Toktamiševega napada se je še preden je dosegla Oko obrnila proti jugu. Sledila je izjemno kravava bitka pri Kondurči, v kateri je Timur popolnoma uničil Toktamiševo vojsko. Po zmagi se je vrnil v Samarkand.  
Toktamiš je v naslednjih nekaj letih zbral novo vojsko in bil v krvavi bitki pri Tereku ponovno poražen. Po porazu se ni več opomogel. Kakšnih deset let kasneje so ga blizu sedanjega Tjumena umorili. Timurjeva vojska je na enem od naslednjih pohodov uničila prestolnico Zlate horde Saraj in Astrahan in prekinila svilno cesto skozi Zlato hordo. Zlata horda se po nizu porazov ni več opomogla.

#### Izmaelci
Maja 1393 je Timurjeva vojska napadla Anjudan in samo leto po napadu izmaelcev na Mazandaran uničila njihovo vas. Utrdbe in sistem podzemnih tunelov dokazujejo, da je bila vas pripravljena na napad. Timurjevi vojaki so prebili strop tunelov in jih poplavili. Razlogi za Timurjev napad še vedno niso povsem jasni. Ena od domnev trdi, da bi eden  od  razlogov lahko bilo njihovo versko prepričanje, da so izvršitelji božje volje. Perzijski zgodovinar Hondemir pojasnjuje, da se je politična moč izmaelcev v perzijskem  Iraku zelo krepila, s čimer skupina lokalnih politikov v regiji ni bila zadovoljna. Hondemir piše, da so se pritožili Timurju in s tem morda povzročili njegov napad nanje.

## Pohod proti Delhijskemu sultanatu
Leta 1398 se je Timur odpravil na pohod v  severno Indijo in napadel Delhijski sultanat, v katerem je vladal sultan Nasir Al Din Mahmud Šah Tuglak iz Tuglaške dinastije. Sultanu so se upirali  Ahirji in Džati, vendar sultan proti njim ni ukrepal. Timur je  30. septembra 1398  prešel  Ind in opustošil Tulambo v Pundžabu in pobil njene prebivalce. Oktobra istega leta je osvojil še Multan.  Pri Attoku v sedanjem Pakistanu je  24. septembra 1398 ponovno prečil Ind. Na pohodu proti Delhiju  je naletel na odpor meruškega guvernerja, a je kljub temu nadaljeval pohod in se pri Delhiju spopadel s sultanovo vojsko, oslabljeno zaradi družinskih bojev za nasledstvo.  

### Osvojitev Delhija
Bitka za Delhi se je dogajala 17. decembra 1398. Tuglak in vojska Malu Ikbala so imeli bojne slone, oklepljene  z verižnimi oklepi in strupom na oklih. Ker so se Tatari bali slonov, se je na Timurjev ukaz pred njihovimi  položaji izkopal jarek. Timur je zatem ukazal na kamele naložiti toliko drv, kot so jih lahko nosile. Ko so  sloni napadli, so drva zažgali in z železnimi palicami zbadali kamele, da so se pognale v paničen beg proti nasprotnikovim slonom. Prestrašeni sloni so se pred njimi obrnili proti svoji vojski. Timur je izkoristil zmedo in zlahka zmagal. Tuglak je z ostanki svoje vojske pobegnil. Timur je Delhi opustošil in pustil v ruševinah. Pred bitko je ukazal usmrtiti 100.000 ujetnikov.
Osvojitev Delhijskega sultanata je bila ena od največjih Timurjevih zmag, ki je zaradi ostrih pogojev na pohodu in zasedbe najbogatejših mest tistega časa presegla zmagi Aleksandra Velikega in Džingiskana. Po padcu Delhija so se v mestu začeli upori meščanov proti turško-mongolski vojski, ki so imeli za posledico krvave pokole znotraj mestnega obzidja.  Mesto je zaudarjalo po razpadajočih truplih. Glave ubitih  so zidali v stolpe, telesa pa so prepustili pticam. Timurjeva osvojitev in opustošenje  Delhija sta še povečala kaos, ki je vladal v Indiji. Delhi  je potreboval skoraj sto let, da se je opomogel.

## Pohodi vLevant
Konec leta 1399 je Timur začel vojno z osmanskim sultanom Bajazidom I. in mameluškim sultanom Egipta Nasirjem Ad Din Faradžem. Vzrok za vojno z Bajazidom so bila osmanska osvajanja ozemelj  turkmenskih in drugih muslimanskih vladarjev v Anatoliji. Ker se je Timur štel  za suverena prizadetih turkmenskih vladarjev, so ga slednji prosili za pomoč. 
Leta 1400 je napadel krščanski državi Armenijo in Gruzijo. Več kot 60.000 preživelih prebivalcev je zasužnjil. Več pokrajin je povsem izumrlo.
Iz Zakavkazja  je nato krenil v Sirijo,  izropal Alep in Damask.in pobil njegove meščane.  Izjema so bili umetniki, katere so odpeljali v Samarkand. Timur je poboj Damaščanov  opravičeval z ubojema Hasana Ibn Alija, ki ga je zagrešil umajadski kalif  Muavija I., in Huseina Ibn Alija, ki ga je zagrešil Jazid I.
Junija 1401 je napadel Bagdad in po njegovi osvojitvi pobil 20.000 meščanov. Od svojih vojakov je zahteval, da mu mora vsak prinesti najmanj dve odsekani glavi. Vojaki so zato začeli pobijati tudi ujetnike iz prejšnjih bitk, ko jih je začelo zmanjkovati, pa so nekateri začeli obglavljati tudi svoje žene.
V obdobju pred temi dogodki sta si Timur in Bajazid I. izmenjava več žaljivih pisem. Timur je zato pod pretvezo, da želi obnoviti oblast Seldžukov, napadel Anatolijo. Seldžuke je imel za zakonite vladarje Anatolije, ker  so jim oblast podelili mongolski osvajalci, kar ponovno kaže na njegovo željo po povezavi z Džingisidi.  V  bitki pri Ankari 20. junija 1402 je premagal Bajazida in ga ujel.  Sultan je naslednje leto  v ujetništvu umrl. V Osmanskem cesarstvu se je  po njegovi smrti začelo dvajset let trajajoče medvladje.  
Po zmagi pri Ankari je Timurjeva vojska opustošila zahodno Anatolijo. Muslimanski pisci so zapisali, da se je timuridska vojska obnašala kot krdelo plenilcev in ne kot vojska civiliziranih osvajalcev. Osvojila je Smirno, utrdbo krščanskih vitezov hospitalcev, zato se je Timur začel naslavljati z gazi – vojščak islama. Osvojitvi mesta je sledilo množično obglavljanje ujetnikov.
Timur je bil besen tudi na Genovčane in Benečane, ki so po morju prevažali osmanske vojake na varno v Trakijo.  Lord Kinross o tem poroča, da so imeli Italijani raje »sovražnika, ki so ga lahko obvladovali, kot tistega, ki ga niso mogli obvladovati«.
Med Timurjevo invazijo v Anatolijo je Kara Jusuf leta 1402 napadel in osvojil Bagdad. Timur se je iz Anatolije vrnil v Perzijo in poslal svojega vnuka Abu Bakra Ibn Miran Šaha naj ponovno osvoji izgubljeno mesto, kar mu je tudi uspelo. Timur je nekaj časa preživel v Ardabilu, kjer je mnogo ujetnikov izročil  vodji sufističnega reda Aliju Safaviju. Od tam je odšel v Horasan in nato v Samarkand, kjer je devet mesecev proslavljal svoje zmage in se pripravljal za napad na Mongolijo in Kitajsko.
V tem času je vladal imperiju, ki je obsegal  sedanjo jugovzhodno Turčijo, Sirijo, Irak in Iran, del  Kazahstana, Afganistan, Armenijo, Azerbajdžan, Gruzijo, Turkmenistan, Uzbekistan, Kirgizistan in Pakistan in se je približal Kašgarju na Kitajskem. Osvajanja so zahtevala do 17 milijonov žrtev, kar je seveda nemogoče preveriti in  dokazati.

## Poskus napada na dinastijo Ming
Vojska dinastije Han je leta 1368 iz Kitajske izgnala še zadnje Mongole. Hongvu, prvi cesar iz nove dinastije Ming, in njegov sin  Jongle sta zahtevala in dosegla, da se jima je kot političnima  Kublajkanovima naslednikoma poklonilo več srednjeazijskih držav. Mingi so imeli Timurlenka za svojega vazala, kar mu ni najbolj prijalo. Leta 1394 so ga preko svojih ambasadorjev o tem  tudi uradno  obvestili. Timur je ambasadorje Fu Ana, Guo Jija in Liu Veja priprl, njihovih 1.500 stražarjev  pa usmrtil. Nič bolje se ni godilo niti Huangovemu naslednjemu ambasadorju  Čen Devenu (1397), niti delegaciji, ki je oznanila nasledstvo cesarja Jongleja.
Timur se je nazadnje odločil, da osvoji Kitajsko. V ta namen je sklenil zavezništvo s Severnimi Juani iz Mongolije in pripravil pot do Buhare. Engke kan je na Timurjev dvor v Samarkandu poslal svojega vnuka Oldžej Timur kana, znanega tudi kot Punjašir kan, ki je pred tem prestopil v islam.
Timur je bitko z Mingi načrtoval za naslednjo pomlad. Decembra 1404 se je odpravil na  neobičajen zimski vojni pohod in priprl delegacijo dinastije Ming. Med taborjenjem  ob Sir Darji je zbolel in še preden je dosegel kitajsko mejo 17. februarja 1405 v Farabu umrl. Odposlanca Fu Ana in ostanke njegovega spremstva je njegov vnuk Halil Sultan osvobodil.
Markham trdi, da so Timurja po smrti balzamirali z  moškom in rožno vodo, ga zavili v platnen prt,  položili v ebenovinasto krsto in ga poslali v Samarkand, kjer so ga pokopali. Njegova grobnica  Gur Emir v Samarkandu še vedno stoji. V zadnjem času so jo večkrat temeljito obnovili.

## Nasledstvo
Dva od njegovih štirih sinov, Džahangir in Omar Šejk,  sta umrla pred njim. Kmalu za njim je umrl še tretji sin Miran Šah. Živ je ostal samo najmlajši sin Šahruh. 
Timur je tik pred smrtjo  za svojega naslednika izbral vnuka Pira Mohameda Bin Džahangirja, s čimer se drugi kandidati  niso strinjali. Sledilo je petnajst let ostrih bojev za nasledstvo. Glavna tekmeca sta bila sin Šahruh Mirza in vnuk Halil Sultan. Zmagal je sin Šahruh Mirza.
Timurjev najslavnejši daljni vnuk je bil Babur, ustanovitelj Mogulskega imperija, ki je vladal v večjem delu Afganistana in severne Indije. Baburjevi nasledniki Humajun, Akbar, Džahangir, Šah Džahan in Aurangzeb so Mogulski imperij razširili na večino Indijske podceline.

## Stiki z Evropo
Timur je imel številne pisne in diplomatske stike z več evropskimi državami, zlasti s Španijo in Francijo. Stiki z dvorom Henrika III. Kastiljskega so igrali pomembno vlogo v srednjeveški kastiljski diplomaciji.  V času bitke pri Ankari leta 1402 sta bila pri Timurju dva španska ambasadorja: Pelayo de Sotomayor in Fernando de Palazuelos. Kasneje  je Timur na dvor kraljestva Kastilija in Leon poslal čagatajskega ambasadorje Hadži Mohameda Al Kazija s pismi in darili.
Henrik III. Kastiljski mu je leta 1403–1406 v zameno poslal v Samarkand slavno delegacijo, ki jo je vodil Ruy González de Clavijo. V delegaciji sta bila tudi ambasadorja Alfonso Paez in Gomez de Salazar. Ob njihovem  odhodu je Timur izjavil, da na kastiljskega kralja gleda kot na »svojega lastnega  sina«. 
Clavijo je doma povedal, da so s špansko delegacijo na Timurjevem dvoru lepo ravnali. Na  delegacijo »vladarja Kataja«, se pravi cesarja Jongleja, so  v nasprotju z njimi gledali s prezirom. Prisotnost na samarkandskem dvoru je Claviju omogočila, da evropskemu občinstvu poroča o novicah s Kitajske, katero je v stoletju po potovanju Marka Pola obiskalo samo nekaj Evropejcev. 
V francoskkih arhivih so se ohranila naslednja pisma:
- Timurjevo pismo Karlu VI. Francoskemu, poslano 30. julija 1402, v katerem poroča, da je v Azijo poslal trgovce. Pisano je v perzijskem jeziku.[67]

- Pismo z datumom maj 1403 je latinski prevod Timurjevega pisma Karlu Vi. in  pisma Timurjevega sina Miran Šaha krščanskim vladarjem, v katerem jim oznanja njuno zmago nad sultanom Bajazidom I. pri Smirni.[68]

- Kopija odgovora Karla VI. z datumom 15. junij 1403.[69]

## Zapuščina
Timurjeva zapuščina je mešana. Medtem ko je Srednja Azija med njegovo vladavino cvetela, so bili drugi deli njegovega imperija, med njimi tudi Bagdad, Damask, Delhi in druga arabska, gruzinska, perzijska in indijska mesta oplenjena in porušena, prebivalstvo pa pobito. Timur je osebno odgovoren za uničenje vzhodne nestorjanske krščanske cerkve v večini Azije. V muslimanski Srednji Aziji je zato ohranil pozitivno podobo, v Arabiji, Iraku, Perziji in Indiji pa je zaradi grozot, ki jih je zagrešil, njegova podoba povsem drugačna. Arabski zgodovinar Ibn Haldun ga kljub temu hvali, ker je poenotil večino muslimanskega sveta, kar drugim osvajalcem tistega časa ni uspelo. Naslednji veliki osvajalec Bližnjega vzhoda, Nader Šah, je bil pod velikim Timurjevim vplivom, saj je pri svojih osvajanjih skoraj v celoti prevzel Timurjevo vojaško strategijo in način vojskovanja. Nader Šah je osvojil večino Kavkaza, Perzije in Srednje Azije in oplenil Delhi.
Timurjevo kratkoživo cesarstvo je stalilo turško-perzijsko izročilo v Transoksaniji in večini ozemelj, ki jih je vključil v svoj fevd. Primarni jezik v državni upravi in književnosti  je postala perzijščina. Med njegovo vladavino je nastalo tudi nekaj literarnih del v turškem jeziku. Ob perzijščini je postala uradni in kulturni jezik tudi knjižna čagatajska turščina.
Timur je skoraj v celoti iztrebil Vzhodno krščansko cerkev, ki je bila pred tem večinska veja krščanstva. Njen vpliv je ostal v veliki meri omejen  samo na majhno ozemlje, zdaj znano kot asirski trikotnik.
V Evropi je bil še več stoletij po smrti relativno priljubljena osebnost, predvsem zaradi njegove zmage nad sultanom Bajazidom I. Osmanska vojska se je v tem času vojskovala predvsem na vzhodu, zato so v njem povsem neupravičeno videli svojega zaveznika.
V Uzbekistanu je uradno priznan za narodnega heroja. Njegov kip v Taškentu stoji na mestu, kjer je nekoč stal kip Karla Marxa. 
Filozof, pesnik in politik Mohamed Ikbal iz Britanske Indije, na katerega se gleda kot na duhovnega pobudnika pakistanskega gibanja, je napisal obširno pesnitev z naslovom Timurjeve sanje, katero je navdihnila molitev zadnjega mogulskega cesarja Bahadur Šaha II.
Leta 1794 je bengalski anglo-indijski popotnik Sake Dean Mahomed objavil potopis Potovanja Deana Mahomeda, ki se začne z opevanjem Džingiskana, Timurja in zlasti prvega mogulskega cesarja Baburja. V knjigi so opisane pomembne podrobnosti o takrat vladajočem mogulskem cesarju Šahu Alamu II.

### Zgodovinski viri
Najstarejša znana zgodovina Timurjevega vladanja je Nizam Ad Din Šamijeva Zafarnama, napisana v času, ko je bil Timur še živ. V letih 1424–1428 je Šaraf Ad Din Ali Jazdi napisal drugo Zafarnamo, ki se je močno naslanjala na prvo. Ahmed Ibn Arabšah je napisal Timurju mnogo manj naklonjeno zgodovino v arabščini. Njegovo zgodovino je leta 1636 prevedel nizozemski orientalist Jacobus Golius.
Obe Zafarnami, napisani pod timuridskim pokroviteljstvom, se dramatično razlikujeta od Arabšahove kronike. Prvi prikazujeta Timurja kot liberalnega, dobrohotnega in vzvišenega vladarja, medtem ko ga slednja opisuje kot nenormalnega in brezbožnega, nizkega stanu in zaničevanja vrednih načel.

#### Malfuzat-i Timuri
Malfuzat-i Timurī in dodatek  Tuzūk-i Tīmūrī, domnevno Timurjeva avtobiografija, je skoraj zagotovo ponaredek iz 17. stoletja. Učenjak Abu Taleb Huseini je leta 1637–1638 besedilo predstavil mogulskemu cesarju Šah Džahanu, daljnemu Timurjevemu potomcu, potem ko je v knjižnici jemenskega vladarja domnevno odkril njegov izvirnik, napisan v čagatajskem jeziku. Zaradi velike razdalje med Jemnom in Timurjevo bazo v Transoksaniji in pomanjkanja kakšnih drugih dokazov o izvirnosti, večina zgodovinarjev ocenjuje besedilo za zelo neverjetno in sumi, da si je Huseini izmislil tako besedilo kot zgodbo o njegovem poreklu.

### Evropski pogledi na Timurja
Timur je verjetno imel pomemben vpliv na kulturo renesančne in zgodnje moderne Evrope. Njegovi dosežki so po eni strani privlačili, po drugi pa zgražali Evropejce od 15. do zgodnjega 19. stoletja. 
Celo 15. stoletje so bili evropski pogledi na Timurja  mešani. Nekatere evropske države so ga imele za zaveznika, druge pa zaradi hitrega širjenja njegove države in brutalnosti za grožnjo.
Ko je v bitki pri Ankari ujel osmanskega sultana Bajazida I., so ga večkrat hvalili in v njem videli zaupanja vrednega zaveznika evropskih vladarjev. Zlasti Karel VI. Francoski  in Henrik IV. Angleški sta menila, da je na Bližnjem vzhodu branilec krščanstva pred Osmanskim cesarstvom. Oba kralja sta ga hvalila tudi zato,  ker je njegova zmaga pri Ankari omogočila  krščanskim  trgovcem  ostati na Bližnjem vzhodu in njihovo varno vrnitev domov v Francijo in Anglijo. In ne nazadnje so ga hvalili tudi zato, ker so verjeli, da je pomagal obnoviti pravico do prehoda krščanskih romarjev v Sveto deželo.
Drugi Evropejci so v Timurju videli barbarskega sovražnika, ki je pomenil grožnjo tako za evropsko kulturo kot za krščansko vero. Njegov vzpon na oblast je spodbudil kastiljskega kralja Henrika III., da je v Samarkand poslal svojo delegacijo, da bi poizvedela, kdo so on sam in njegovo ljudstvo, sklenila zavezništvo in ga poskušala prepričati, da prestopi v krščanstvo in se s tem izogne vojni.

### Izkop in domnevno prekletstvo
19. junija 1941 so sovjetski antropologi Mihael M. Gerasimov, Lev V. Ošanin in  V.J. Zezenkova Timurjevo truplo izkopali in preučili. Ugotovili so, da je bil visok in plečat mož z močnimi ličnicami. Z višino najmanj 173 cm je po merilih tistega časa spadal med visoke ljudi. Preiskave so potrdile, da je bil šepav in imel zaradi poškodb oslabljeno desno roko. Njegova desna stegnenica je bila zraščena s pogačico, oblika kolenskega sklepa pa kaže, da je bila noga stalno ukrivljena, zaradi česar je šepal.  Gerasimov je iz Timurjeve lobanje rekonstruiral njegov obraz in ugotovil da je bil mongolski z nekaj kavkaškimi primesmi. Ošanin je ugotovil da na njegovem lobanjskem svodu prevladujejo značilnosti južnosibirskih Mongolov.
Domneva se, da je bil na Timurjevi grobnici napis: »Ko bom  vstal od mrtvih, se bo  svet tresel«. Rečeno je bilo tudi, da je Gerasimov med izkopom v njegovi krsti našel napis »Kdor bo odprl moj grob, bo  (iz njega)  izpustil zavojevalca, bolj groznega kot sem bil jaz«.  Tri dni po začetku Timurjevega izkopa se je začela operacija Barbarosa – nemški napad na Sovjetsko zvezo in največja vojaška operacija vseh časov. Timurja so s popolnim islamskim obredom ponovno pokopali novembra 1942, tik pred sovjetsko zmago v bitki za Stalingrad.

## Družina

### Žene
Timur je imel osemnajst žena in štiriindvajset priležnic:
- Turmiš Aga, mati Džihangirja Mirze
- Oldžaj Turkan Aga (umrla 1357/1358), hčerka emirja Mašlaha in vnukinja emirja Kurgena
- Saraj Mulk Hanum (umrla 1367), vdova emirja Huseina in hčerka Kazan Kana
- Islam Aga (umrla 1367), vdova emirja Huseina in hčerka emirja  Bajana Salduza
- Ulus Aga (umrla 1367), vdova emirja Huseina in hčerka emirja Hizre Jasurija
- Dilšad Aga (umrla 1374), hčerka Šams Ed Dina in njegove žene Budžan Age
- Tuman Aga (umrla 1377), hčerka emirja Muse in njegove žene Arzu Mukl Age, hčerke emirja Bajazida Džalajirja
- Čulpan  Mulk Aga, hčerka Hadži Bega Džetskega
- Tukal Hanum (umrla 1395), hčerka mongolskega kana Hizra Havaja Aglena
- Tolun Aga, priležnica in mati Omar Šejka Mirze I.
- Mengli Aga, priležnica in mati Miran Šaha Ibn Timurja
- Togay Turhan Aga, gospa iz Kara Kitaja, vdova emirja Huseina in mati Šahruha Mirze Ibn Timurja
- Tugdi Beg Aga, hčerka Ak Sufija Kong-Kirata

in druge.

### Sinovi
- Džahangir Mirza Ibn Timur (1356–1376), mati Turmiš Aga
- Omar Šejk Mirza I. (1356–1393), mati Tolun Aga
- Miran Šah Ibn Timur (1366–1408), mati Mengli Aga
- Šahruh Mirza Ibn Timur (1377–1446), mati Togaj Turkan Aga

### Hčerke
- Aga Begi, poročena z Mohamed Begom, sinom emirja Muse, mati ni znana
- neznana, poročena s Soliman Mirzo, mati ni znana
- neznana, poročena s Kumaleza Mirzo, mati ni znana
- Sultan Baht Begum, poročena prvič z Mohamedom Mirekejem, drugič (1389/1390) s Soliman Šahom, mati Turkan Aga

### Družinsko drevo
|                |                |                |                |                     |                     |                     |                     |                     |                     |             |             |             |             |        |        |  |  |             |             |             |             |                     |                     |                     |                     |                     |                     |          |          |          |          |  |  |              |              |              |              |              |              | Timurlenk 1336-1405    |                        |                        |                        |                        |                        |                |                |                |                |         |         |  |  |      |      |      |      |                     |                     |                     |                     |                     |                     |              |              |              |              |  |  |                |                |                   |                   |                   |                   |                   |                   |  |  |  |  |  |  |  |  |  |  |  |  |  |  |  |  |  |  |  |  |  |  |  |  |  |  |  |  |  |  |
|                |                |                |                |                     |                     |                     |                     |                     |                     |             |             |             |             |        |        |  |  |             |             |             |             |                     |                     |                     |                     |                     |                     |          |          |          |          |  |  |              |              |              |              |              |              |                        |                        |                        |                        |                        |                        |                |                |                |                |         |         |  |  |      |      |      |      |                     |                     |                     |                     |                     |                     |              |              |              |              |  |  |                |                |                   |                   |                   |                   |                   |                   |  |  |  |  |  |  |  |  |  |  |  |  |  |  |  |  |  |  |  |  |  |  |  |  |  |  |  |  |  |  |
|                |                |                |                |                     |                     |                     |                     |                     |                     |             |             |             |             |        |        |  |  |             |             |             |             |                     |                     |                     |                     |                     |                     |          |          |          |          |  |  |              |              |              |              |              |              |                        |                        |                        |                        |                        |                        |                |                |                |                |         |         |  |  |      |      |      |      |                     |                     |                     |                     |                     |                     |              |              |              |              |  |  |                |                |                   |                   |                   |                   |                   |                   |  |  |  |  |  |  |  |  |  |  |  |  |  |  |  |  |  |  |  |  |  |  |  |  |  |  |  |  |  |  |
|                |                |                |                | Džahangir 1356-1376 | Džahangir 1356-1376 | Džahangir 1356-1376 | Džahangir 1356-1376 | Džahangir 1356-1376 | Džahangir 1356-1376 |             |             |             |             |        |        |  |  |             |             |             |             | Omar Šejk 1356-1393 | Omar Šejk 1356-1393 | Omar Šejk 1356-1393 | Omar Šejk 1356-1393 | Omar Šejk 1356-1393 | Omar Šejk 1356-1393 |          |          |          |          |  |  |              |              |              |              |              |              | Šahruh Mirza 1377-1446 | Šahruh Mirza 1377-1446 | Šahruh Mirza 1377-1446 | Šahruh Mirza 1377-1446 | Šahruh Mirza 1377-1446 | Šahruh Mirza 1377-1446 |                |                |                |                |         |         |  |  |      |      |      |      | Miran Šah 1366-1408 | Miran Šah 1366-1408 | Miran Šah 1366-1408 | Miran Šah 1366-1408 | Miran Šah 1366-1408 | Miran Šah 1366-1408 |              |              |              |              |  |  |                |                | Aga Begi (hčerka) | Aga Begi (hčerka) | Aga Begi (hčerka) | Aga Begi (hčerka) | Aga Begi (hčerka) | Aga Begi (hčerka) |  |  |  |  |  |  |  |  |  |  |  |  |  |  |  |  |  |  |  |  |  |  |  |  |  |  |  |  |  |  |
|                |                |                |                | Džahangir 1356-1376 | Džahangir 1356-1376 | Džahangir 1356-1376 | Džahangir 1356-1376 | Džahangir 1356-1376 | Džahangir 1356-1376 |             |             |             |             |        |        |  |  |             |             |             |             | Omar Šejk 1356-1393 | Omar Šejk 1356-1393 | Omar Šejk 1356-1393 | Omar Šejk 1356-1393 | Omar Šejk 1356-1393 | Omar Šejk 1356-1393 |          |          |          |          |  |  |              |              |              |              |              |              | Šahruh Mirza 1377-1446 | Šahruh Mirza 1377-1446 | Šahruh Mirza 1377-1446 | Šahruh Mirza 1377-1446 | Šahruh Mirza 1377-1446 | Šahruh Mirza 1377-1446 |                |                |                |                |         |         |  |  |      |      |      |      | Miran Šah 1366-1408 | Miran Šah 1366-1408 | Miran Šah 1366-1408 | Miran Šah 1366-1408 | Miran Šah 1366-1408 | Miran Šah 1366-1408 |              |              |              |              |  |  |                |                | Aga Begi (hčerka) | Aga Begi (hčerka) | Aga Begi (hčerka) | Aga Begi (hčerka) | Aga Begi (hčerka) | Aga Begi (hčerka) |  |  |  |  |  |  |  |  |  |  |  |  |  |  |  |  |  |  |  |  |  |  |  |  |  |  |  |  |  |  |
|                |                |                |                |                     |                     |                     |                     |                     |                     |             |             |             |             |        |        |  |  |             |             |             |             |                     |                     |                     |                     |                     |                     |          |          |          |          |  |  |              |              |              |              |              |              |                        |                        |                        |                        |                        |                        |                |                |                |                |         |         |  |  |      |      |      |      |                     |                     |                     |                     |                     |                     |              |              |              |              |  |  |                |                |                   |                   |                   |                   |                   |                   |  |  |  |  |  |  |  |  |  |  |  |  |  |  |  |  |  |  |  |  |  |  |  |  |  |  |  |  |  |  |
| Mohamed Sultan | Mohamed Sultan | Mohamed Sultan | Mohamed Sultan | Mohamed Sultan      | Mohamed Sultan      |                     |                     | Pir Mohamed         | Pir Mohamed         | Pir Mohamed | Pir Mohamed | Pir Mohamed | Pir Mohamed |        |        |  |  |             |             |             |             |                     |                     |                     |                     |                     |                     |          |          |          |          |  |  |              |              | Ulug Beg     | Ulug Beg     | Ulug Beg     | Ulug Beg     | Ulug Beg               | Ulug Beg               |                        |                        | Ibrahim Sultan         | Ibrahim Sultan         | Ibrahim Sultan | Ibrahim Sultan | Ibrahim Sultan | Ibrahim Sultan |         |         |  |  |      |      |      |      |                     |                     |                     |                     |                     |                     |              |              |              |              |  |  |                |                | Sultan Husein     | Sultan Husein     | Sultan Husein     | Sultan Husein     | Sultan Husein     | Sultan Husein     |  |  |  |  |  |  |  |  |  |  |  |  |  |  |  |  |  |  |  |  |  |  |  |  |  |  |  |  |  |  |
| Mohamed Sultan | Mohamed Sultan | Mohamed Sultan | Mohamed Sultan | Mohamed Sultan      | Mohamed Sultan      |                     |                     | Pir Mohamed         | Pir Mohamed         | Pir Mohamed | Pir Mohamed | Pir Mohamed | Pir Mohamed |        |        |  |  |             |             |             |             |                     |                     |                     |                     |                     |                     |          |          |          |          |  |  |              |              | Ulug Beg     | Ulug Beg     | Ulug Beg     | Ulug Beg     | Ulug Beg               | Ulug Beg               |                        |                        | Ibrahim Sultan         | Ibrahim Sultan         | Ibrahim Sultan | Ibrahim Sultan | Ibrahim Sultan | Ibrahim Sultan |         |         |  |  |      |      |      |      |                     |                     |                     |                     |                     |                     |              |              |              |              |  |  |                |                | Sultan Husein     | Sultan Husein     | Sultan Husein     | Sultan Husein     | Sultan Husein     | Sultan Husein     |  |  |  |  |  |  |  |  |  |  |  |  |  |  |  |  |  |  |  |  |  |  |  |  |  |  |  |  |  |  |
|                |                |                |                |                     |                     |                     |                     |                     |                     |             |             |             |             |        |        |  |  |             |             |             |             |                     |                     |                     |                     |                     |                     |          |          |          |          |  |  |              |              |              |              |              |              |                        |                        |                        |                        |                        |                        |                |                |                |                |         |         |  |  |      |      |      |      |                     |                     |                     |                     |                     |                     |              |              |              |              |  |  |                |                |                   |                   |                   |                   |                   |                   |  |  |  |  |  |  |  |  |  |  |  |  |  |  |  |  |  |  |  |  |  |  |  |  |  |  |  |  |  |  |
|                |                |                |                |                     |                     |                     |                     |                     |                     | Rustem      | Rustem      | Rustem      | Rustem      | Rustem | Rustem |  |  | Pir Mohamed | Pir Mohamed | Pir Mohamed | Pir Mohamed | Pir Mohamed         | Pir Mohamed         |                     |                     | Iskandar            | Iskandar            | Iskandar | Iskandar | Iskandar | Iskandar |  |  | Sajidi Ahmed | Sajidi Ahmed | Sajidi Ahmed | Sajidi Ahmed | Sajidi Ahmed | Sajidi Ahmed |                        |                        |                        |                        |                        |                        | Abubakr        | Abubakr        | Abubakr        | Abubakr        | Abubakr | Abubakr |  |  | Omar | Omar | Omar | Omar | Omar                | Omar                |                     |                     | Halil Sultan        | Halil Sultan        | Halil Sultan | Halil Sultan | Halil Sultan | Halil Sultan |  |  | Sultan Mohamed | Sultan Mohamed | Sultan Mohamed    | Sultan Mohamed    | Sultan Mohamed    | Sultan Mohamed    |                   |                   |  |  |  |  |  |  |  |  |  |  |  |  |  |  |  |  |  |  |  |  |  |  |  |  |  |  |  |  |  |  |

## Galerija
- Grobnica Gur Emir z ivanom in kupolo
- Registan Samarkand
- Timuridska mošeja v Heratu
- Mošeja Goharšad, timuridska arhitektura
- Timuridska Zelena mošeja v Balhu
- Mavzolej Hodže Ahmeda Jasavija, čudovit primer timuridske arhitekture